# L'empremta de Joan Fuster
L'empremta de Joan Fuster és una pel·lícula documental de 2022, dirigida per Jordi Call, que tracta sobre el llegat cultural i polític de l'escriptor Joan Fuster. L'obra va rebre el suport en els continguts de Toni Mollà i va ser produïda per Agustí Mezquida a través de la productora València Imagina Televisió i la col·laboració de l'Institut Valencià de Cultura, À Punt Mèdia, Televisió de Catalunya i Televisió de les Illes Balears.

## Argument
Amb motiu de l'Any Fuster, data del centenari del naixement i els trenta anys de la mort de l'intel·lectual de Sueca, es va enregistrar aquest documental amb l'objectiu d'aportar un enfocament més extens de la seva figura, així com l'empremta que ha deixat en l'actual pensament polític i cultural d'arreu dels territoris de parla catalana. Gràcies a l'aportació d'imatges inèdites i entrevistes poc conegudes es posa en relleu un Fuster destacadament compromès amb la seva professió i els seus principis ètics.

## Repartiment
El documental compta amb el testimoni de personatges de l'escena social, política i cultural valenciana impregnada pel llegat fusterià. Alguns d'aquests participants són l'empresari cultural Eliseu Climent, els periodistes i escriptors Francesc Bayarri i Toni Mollà, els escriptors i poetes Àngels Gregori i Jaume Pérez Montaner, el periodista Vicent Sanchis, el jurista Joaquim Bosch, els cantautors Raimon i Lluís Llach, el pintor Artur Heras i el filòleg Vicent Pitarch. Pel que fa a la nova generació de creadors en català emmirallats en Fuster destaquen les figures de la professora i cantautora Aina Monferrer, el cantautor Pau Alabajos, l'humorista Saray Cerro i la poeta Alba Fluixà. També entren en escena les aportacions d'especialistes internacionals dels filòlegs i acadèmics Thomas S. Harrington, Dominic Keown i Veronica Orazi.

## Estrena
El 17 de novembre de 2022 se'n va celebrar la preestrena a la Sala Berlanga de la Filmoteca de València, amb la participació de la consellera de Cultura, Educació i Esport de la Generalitat Valenciana Raquel Tamarit, el director general d'À Punt Mèdia Alfred Costa, i el director del documental Jordi Call. Dies després, el 22 de novembre, es va estrenar pels canals de televisió pública del País Valencià i les Illes Balears i Pitiüses, À Punt i IB3 Televisió, respectivament. Una setmana més tard, el 29 de novembre, es va estrenar a la televisió pública de Catalunya, concretament al canal de TV3, després del lliurament del segon certament dels Premis El Temps de les Arts.

## Recepció
L'estrena de l'obra a la televisió pública valenciana va assolir una mitjana de 118.000 espectadors i un 7,4% de quota d'audiència, amb un rang assolit de 218.000 contactes. Així mateix, es va convertir en el programa més vist del dia a À Punt i va acumular un 18,4% de l'audiència diària al canal que, en conjunt, l'emissora va sumar un 4,9% en relació amb la resta de canals de televisió. D'aquesta forma el documental va doblar la mitjana de l'audiència diària i va augment un 17,2% el segment de 25-44 anys d'À Punt.